# PhpMyAdmin
phpMyAdmin（ピーエイチピーマイアドミン）は、MySQLサーバをウェブブラウザで管理するためのデータベース接続クライアントツールで、PHPで実装されている。
phpMyAdminを用いることで、SQL文を記述することなく、MySQLのデータベースに対して様々な操作が行える。また、ユーザが任意のSQL文を記述して実行することもできる。

## 歴史
1998年にトバイアス・ラチチュラーがphpMyAdminの開発を開始した。2000年にトバイアス・ラチチュラーは開発から退いたが、その時点で既に多くの共同開発者と利用者のいるMySQL管理ツールとして、phpMyAdminはPHP有数のソフトウェアになっていた。
円滑なバージョン管理を行うために、2001年にSourceForge.netに登録された。
バージョン2.9以降、OpenDocument Formatにおけるエクスポートをサポートする。
バージョン3.0以降、MySQL 5.1の多くの機能をサポートやSweKeyハードウェア認証等をサポートする。

## 特徴
- 直感的なWebインターフェイス
- ほとんどのMySQL機能をサポート
- 様々なフォーマットにデータをインポート・エクスポート
- 複数のサーバを管理
- データベースレイアウトのPDFグラフィックスを作成
- クエリを使用することで複雑な問い合わせを作成

## セキュリティ
phpMyAdminはWebサーバに置くため、容易にアクセスされてしまう危険性がある。また、有名な管理ツールであるため攻撃の対象とされやすい。そのため、最新のバージョンに更新、厳重なパスワード管理、IPSやWebアプリケーションファイアーウォールを設置する等の対策が必要である。

## 類似品
phpMyAdminと似たような名前の製品もいくつか存在するが、MySQL以外の関係データベース管理システム (RDBMS) を操作するものが多い。
- phpPgAdmin - PostgreSQLの管理ツール
- phpMSAdmin - SQL Serverの管理ツール
- phpOracleAdmin - Oracle Databaseの管理ツール
- ibWebAdmin - Firebirdの管理ツール

## MySQLインターフェース
- Navicat MySQL
- MySQL Workbench